# Station Stanlow and Thornton
Stanlow and Thornton is een spoorwegstation van National Rail in Stanlow, Cheshire West and Chester in Engeland. Het station is eigendom van Network Rail en wordt beheerd door Northern Rail. 
Het station  is sedert februari 2022 gesloten wegens de bouwvallige staat van de voetbrug, die de enige toegang vormt tot het station.